# ریمو دی سوزا
رومئو دی سوزا (به انگلیسی: Remo D'Souza) (زاده ۲ آوریل ۱۹۷۴) بازیگر و کارگردان هندی است.
از کارهای معروف او می‌توان به بازی در فیلم میناکسی اشاره کرد.